# Novo Horizonte do Norte
Novo Horizonte do Norte est une municipalité brésilienne située dans l'État du Mato Grosso.

## Histoire
La municipalité Novo Horizonte  est créée par l'Imobiliária Mato Grosso Ltda. (Imagrol) le 21 août 1968
Le premier citoyen arrivé à Novo Horizonte fut Sebastião Martins, un chasseur de jaguars, peu avant la colonisationde la ville.
Le 21 août 1968, Imagrol commence la vente de terrains en installant un bureau de vente à Maringá, au nord de l'État du Paraná. Une partie des parcelles sont attribuées au domaine public. La municipalité a été créée par la loi de l'État nº 5 013 du 13 mai 1986. Le terme « do Norte » a été ajouté pour la différencier de la municipalité déjà existante dans l'État de São Paulo.
Il n’y avait ni moyen de transport, ni communication, ni médecins. Pour acheter de la nourriture, les familles se rendaient à Porto dos Gaúchos, où elles s'approvisionnaient. Pendant la saison des pluies, la rivière Mestre Falcão était inondée et la traversée devait se faire en bateau.Le curé de Porto dos Gaúchos : le père Ghunter déménage à Novo Horizonte, aidé par les Opanistas d'Operação Anchieta au début de 1971,. Le curé se met à la disposition des malades et aide aux travaux en utilisant le véhicule paroissial. La coopération entre les habitants du noyau et les colons est à l'origine du développement du site.

## Formation administrative
District créé sous le nom de Novo Horizonte, par la loi de l'État nº 3718 du 31/05/1976, subordonné à la municipalité de Porto dos Gaúchos.
Dans une division territoriale du 1-I-1979, le district de Novo Horizonte apparaît dans la commune de Porto Gaúcho.
Élevée au rang de commune portant le nom de Novo Horizonte do Norte, par la loi de l'État nº 5 013 du 13-05-1986, séparée de la commune de Porto dos Gaúchos. Siège social dans le quartier actuel de Novo Horizonte do Norte (anciennement Novo Horizonte). Composé du quartier du siège. Installé le 31/12/1986.
Dans un découpage territorial datant de 1988, la commune est constituée du quartier siège.
Restant ainsi dans le découpage territorial en date de 2009.

## Changement toponymique du district
Novo Horizonte à Novo Horizonte do Norte, modifié par la loi de l'État nº 5 013 du 13-05-1986.